# RSV Union 05 Köln
Der RSV Union 05 Köln (offiziell: Rheinischer Sportverein Union 05 Köln e.V.) war ein Sportverein aus Köln. Die erste Fußballmannschaft spielte zwei Jahre in der höchsten mittelrheinischen Amateurliga.

## Geschichte
Der Verein wurde im Jahre 1905 gegründet. Zur Saison 1947/48 stieg die Mannschaft in die Rheinbezirksliga auf, die seinerzeit oberste Amateurliga am Mittelrhein. Nach zwei Jahren folgte der Abstieg in die Bezirksklasse. Tiefpunkt der Spielzeit 1948/49 war eine 0:10-Niederlage beim SC West Köln. 1952 wurde der mögliche Wiederaufstieg nur knapp verpasst. Als Tabellendritter hatte der RSV Union einen Punkt Rückstand auf Meister SSV Vingst 05. Fünf Jahre später folgte der Abstieg in die Kreisklasse. 1971 stieg die Mannschaft mit 0:60 Punkten und 22:207 Toren aus der Kreisklasse ab. Später löste sich der Verein auf.

## Persönlichkeiten
- Ernst-Günter Habig